# Alain Aimé Nyamitwe
Alain Aimé Nyamitwe, né en 1971 à Ngagara (province de Bujumbura Mairie), est un diplomate et une personnalité politique burundaise. Après avoir occupé divers postes de diplomate, dont des postes d'ambassadeur, il est nommé ministre des Relations extérieures et de la coopération du Burundi le 18 mai 2015, poste qu'il occupe jusqu'au remaniement ministériel du 19 avril 2018.